# Hjärtan är det världen kräver
Hjärtan är det världen kräver är en sång med text från 1892 av John Lawley och som översatts till svenska 1902 av Erland Richter. Sången sjungs till en melodi av okänt ursprung.

## Publicerad i
- Musik till Frälsningsarméns sångbok 1907 som nr 151.
- Frälsningsarméns sångbok 1929 som nr 120 under rubriken "Helgelse - Helgelsens verk".
- Musik till Frälsningsarméns sångbok 1930 som nr 120.
- Frälsningsarméns sångbok 1968 som nr 454 under rubriken "Strid Och Verksamhet - Kamp och seger".
- Frälsningsarméns sångbok 1990 som nr 618 under rubriken "Strid och kallelse till tjänst".